# روبرتو سانتاماريا
روبرتو سانتاماريا (بالإسبانية: Roberto Santamaría Ciprián) هو لاعب كرة قدم إسباني في مركز حراسة المرمى، ولد في 27 فبراير 1985 في بنبلونة في إسبانيا. شارك مع منتخب إسبانيا تحت 17 سنة لكرة القدم. أما مع النوادي، فقد لعب مع أوساسونا ب وأوساسونا وبونفيرادينا ونادي جيرونا ونادي لاس بالماس ونادي مالقا ونادي هويسكا.

## وصلات خارجية
- روبرتو سانتاماريا على موقع قاعدة بيانات كرة القدم.إي يو (الإنجليزية)
- روبرتو سانتاماريا على موقع Soccerway.com (الإنجليزية)
- روبرتو سانتاماريا على موقع AS.com (الإسبانية)